# Bohemian Caverns

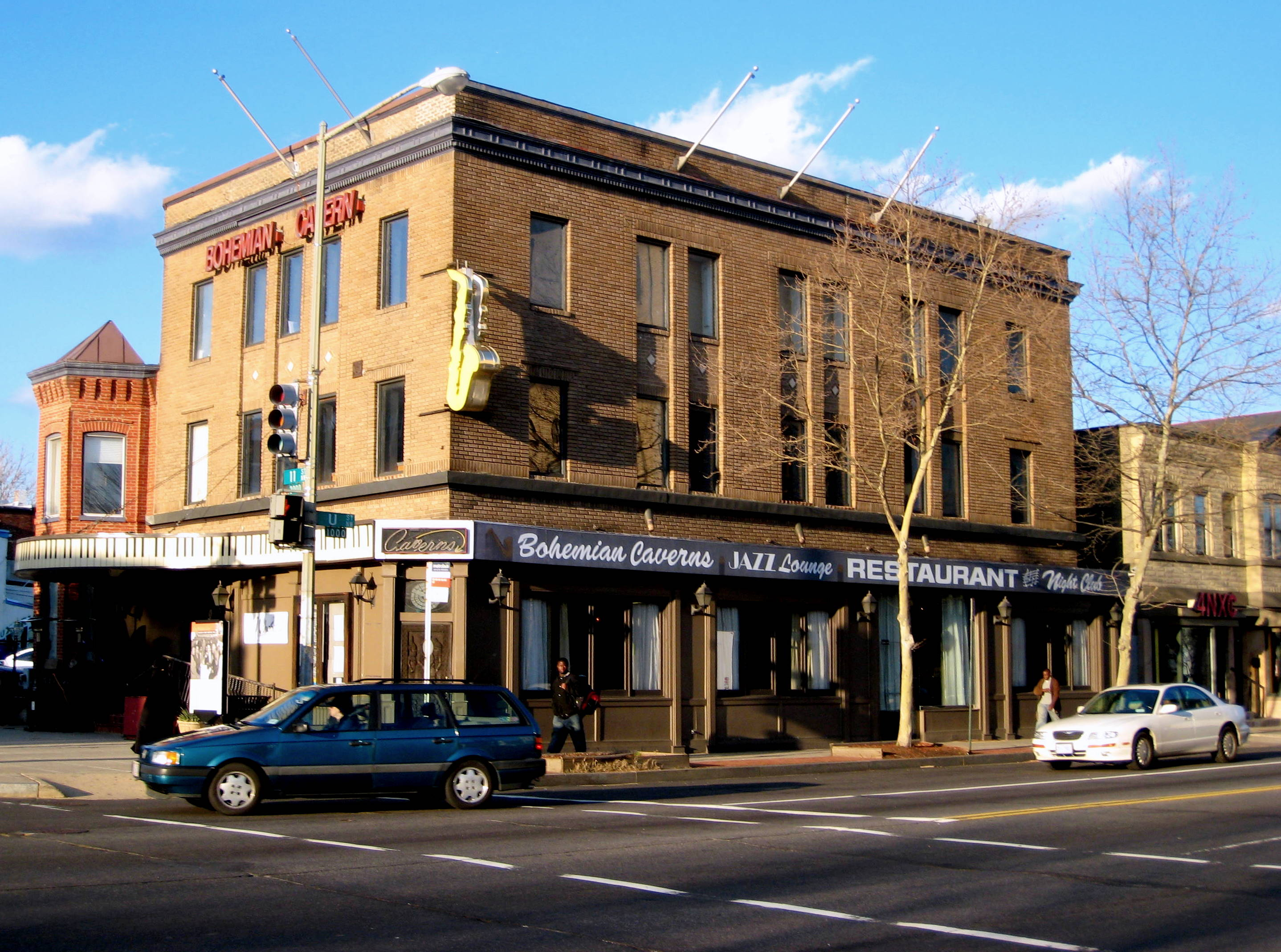
Bohemian Caverns (2008)

Bohemian Caverns ist ein Jazzclub mit Restaurant in Washington, D.C., der 1926 gegründet wurde.

## Geschichte
Bohemian Caverns befindet sich an der Kreuzung 11th Street und U Street NW in Shaw, einem Stadtteil von Washington, D.C. (2001 Eleventh Street N.W. 20001). Anfangs unter dem Namen Club Caverns wurde der Veranstaltungsort im Basement eines Drugstores geführt. In dem Nachtclub traten u. a. bekannte Musiker wie Duke Ellington und Cab Calloway auf, meist aber lokale Musiker wie Ted Efantis. In den 1950er-Jahren wurde der Club zunächst in Crystal Caverns, schließlich in Bohemian Caverns umbenannt. 1959 erwarb der Promoter Tony Taylor und Angelo Alvino den Club und baute ihn zu einem der führenden Jazz-Veranstaltungsort in Washington, D.C. um. Taylor buchte viele bekannte Jazzmusiker der 1960er-Jahre wie Bill Evans, Miles Davis, Shirley Horn, John Coltrane, Eric Dolphy, Bobby Timmons, Nina Simone und Charles Mingus. 1964 nahm dort Ramsey Lewis sein Album The Ramsey Lewis Trio at the Bohemian Caverns auf.
Nach den Unruhen in Folge der Ermordung Martin Luther Kings und Robert F. Kennedys und dem Niedergang des Viertels musste der Club im September 1968 schließen; dreißig Jahre später wurde der Nachtclub im Zuge der Sanierung des U-Street-Viertels von Amir Afshar erworben und wiedereröffnet. Seit 2006 steht der Club unter der Leitung von Omrao Brown. Ende März 2016 schließt der Club endgültig. Dort entstanden seit 1967 auch Aufnahmen von Les McCann und Nicholas Payton, ferner von Young-Holt Unlimited.